# Neumagen-Dhron
Neumagen-Dhron ist eine Ortsgemeinde im Landkreis Bernkastel-Wittlich in Rheinland-Pfalz. Sie gehört seit 2012 der Verbandsgemeinde Bernkastel-Kues an. Neumagen-Dhron ist gemäß Landesplanung als Grundzentrum ausgewiesen.

## Geographie
Die Gemeinde besteht aus den drei Ortsteilen Neumagen, Dhron und Papiermühle. Zur Gemeinde gehören auch die Wohnplätze Leienhaus, Luymühle (Dhrontaler Mühlenwerke), Unterste Mühle, Hof Kron, Hof Weißhaus, Nuhkopf, Schneidershof und Konstantinshöhe.
Die Dhron nimmt im Ortsteil Papiermühle die Kleine Dhron auf und mündet im Ortsteil Dhron in die Mosel. Gegenüber dem Ortsteil Neumagen mündet der Zweibach in die Mosel.
Neumagen ist Namensgeber für die naturräumliche Einheit Neumagener Moselschlingen in der Haupteinheitengruppe Moseltal.

## Namen
Der Name ist wie der von Nijmegen (lat. Ulpia Noviomagus Batavorum) keltischen Ursprungs. Er geht zurück auf das keltische Wort magos für „Feld“, „Ebene“ und das keltische Adjektiv novios für neu. Die Endung wurde von -os zu -us romanisiert. Auf Anhöhen zwischen Neumagen und dem Unterlauf der Dhron sind verschiedene römische Siedlungsstellen archäologisch belegt. Der lateinische Name lautete Noviomagus.

## Geschichte
Über Salentin von Isenburg († 1544), ein Verwandter des gleichnamigen Kurfürsten von Köln und Bischof von Paderborn († 1610), gelangte die Herrschaft Neumagen, Dhron und Köwerich an die Grafen zu Sayn-Wittgenstein, die sie, ab 1791 Reichsfürsten, bis zum Reichsdeputationshauptschluss behielten.

Projektion des Kastellgrundrisses in das moderne Ortsbild von Neumagen (Infotafel vor Ort)

Neumagen
Im Jahre 275 n. Chr. wurde die römische Ansiedlung Noviomagus durch die Germanen zerstört. Im frühen 4. Jahrhundert wurde hier von den Römern eine 112 × 131 m große Befestigungsanlage als Kastell gebaut. Das Kastell verfügte über 13 Rundtürme. Es befand sich an strategisch wichtiger Stelle bei einer Anlegestelle der Moselschifffahrt und an der Fernstraße Mainz–Bingen–Trier. Im Umfeld der Kirche sind die Grundmauern im Boden zur Dokumentation nachgebildet.
Neumagen beansprucht neben einer Reihe anderer Orte den Titel Ältester Weinort Deutschlands für sich. Es ist der Fundort des Neumagener Weinschiffs, eines in Stein gehauenen Schiffs; es befindet sich heute im Rheinischen Landesmuseum Trier. Eine Kopie des Weinschiffs ist in der Ortsmitte zu besichtigen.
Das Dorf Papiermühle wurde 1959 nach Neumagen eingemeindet.
Dhron
Der alte Ortskern von Dhron befindet sich an der Stelle, an der die Querung der Dhron durch eine Furt möglich war. Unterhalb dieser Furt begann die früher sumpfige Flussniederung der Mosel, die erst durch die Anlage der Moselbahn und die spätere Überbauung der Eisenbahntrasse mit der B53 verkehrsmäßig erschlossen wurde. Dhron war bis weit ins 20. Jahrhundert durch zahlreiche Mühlen geprägt, die mit Wasserkraft der Dhron betrieben wurden.
Im frühen Mittelalter war Dhron vermutlich Standort der bischöflichen Nicetiusburg. Die Orte gehörten auch später zum Erzstift Trier. Ab 1794 standen sie unter französischer Herrschaft, 1815 wurde sie auf dem Wiener Kongress dem Königreich Preußen zugeordnet.
Neumagen-Dhron
Bis zur kommunalen rheinland-pfälzischen Verwaltungsreform von 1969 gehörten die beiden Dörfer Neumagen und Dhron zum Landkreis Bernkastel mit seiner Kreisstadt Bernkastel-Kues. Die heutige Gemeinde Neumagen-Dhron wurde am 7. Juni 1969 aus den Gemeinden Neumagen und Dhron neu gebildet.
Zum 1. Januar 2012 wurde die Verbandsgemeinde Neumagen-Dhron im Rahmen der Kommunal- und Verwaltungsreform aufgelöst und die Ortsgemeinde Neumagen-Dhron in die Verbandsgemeinde Bernkastel-Kues eingegliedert.

## Politik

### Gemeinderat
Der Ortsgemeinderat in Neumagen-Dhron besteht aus 16 Ratsmitgliedern, die bei der Kommunalwahl am 9. Juni 2024 in einer personalisierten Verhältniswahl gewählt wurden, und dem ehrenamtlichen Ortsbürgermeister als Vorsitzendem.
Die Sitzverteilung im Ortsgemeinderat:
| Jahr | SPD | CDU | FBL | WGR | Gesamt   |
| ---- | --- | --- | --- | --- | -------- |
| 2024 | 3   | 4   | 9   | –   | 16 Sitze |
| 2019 | 4   | 6   | 6   | –   | 16 Sitze |
| 2014 | 3   | 5   | 6   | 2   | 16 Sitze |
| 2009 | 3   | 5   | 5   | 3   | 16 Sitze |
| 2004 | 3   | 5   | 5   | 3   | 16 Sitze |
| 1999 | 3   | 4   | 6   | 3   | 16 Sitze |

- FBL = Freie Bürgerliste e. V. Neumagen-Dhron

### Ortsbürgermeister
Dieter Heintz (FBL) wurde am 2. Juli 2024 Ortsbürgermeister von Neumagen-Dhron. Bei der Direktwahl am 9. Juni 2024 hatte er sich mit 63,8 % gegen den bisherigen Amtsinhaber durchgesetzt.
Sein Vorgänger Dirk Doppelhamer hatte das Amt am 17. Juni 2019 übernommen. Bei der Direktwahl am 26. Mai 2019 war er mit einem Stimmenanteil von 84,28 % gewählt worden. Doppelhamers Vorgänger Michael Thomas hatte das Amt fünf Jahre ausgeübt, kandidierte aber 2019 nicht mehr für diese Funktion.

### Wappen
Nach der Zusammenlegung der beiden Gemeinden führt Neumagen-Dhron ein neues Wappen.
| Wappen von Neumagen-Dhron | Blasonierung: „Der obere Teil des Wappens trägt auf silbernem Grund ein rotes Kreuz. Darunter sieht man fünf silberne Leisten auf blauem Grund mit dem Weinschiff im Vordergrund.“ |
| Wappen von Neumagen-Dhron | Wappenbegründung: Das rote Kreuz auf silbernem Grund steht für die lange Zugehörigkeit zum Kurfürstentum Trier, die drei goldenen Rosen erinnern an die Abtei Tholey und ihren früheren Weinhof in Dhron. Die blauen Streifen stehen für die früheren Lehnsherren von Neumagen und das Weinschiff für den römischen Ursprung. |

|                         | Wappen der ehemaligen Gemeinde Neumagen |
| Ortswappen von Neumagen | Blasonierung: „Gespalten; vorne in Silber ein durchgehendes rotes Kreuz, hinter in Silber sechs blaue Balken.“ |
| Ortswappen von Neumagen | Wappenbegründung: Gerichtssiegel für Neumagen sind erst aus dem 16. Jahrhundert bekannt. Das Wappen wurde 1951 genehmigt. Es zeigt das Kreuz des Erzstifts Trier, das Besitz im Dorf und die Hoheitsrechte über die sogenannten Petersleute hatte. Links erscheint das Stammwappen der um 1320 ausgestorbenen Edelherren von Neumagen, die als Vögte der Abtei Tholey eine kleine Herrschaft ausbildeten; diese gehörte 1553 bis 1794 den Grafen von Sayn, deren Löwe deshalb im Amtswappen bzw. Wappen der ehemaligen Verbandsgemeinde steht. |

| | Wappen der ehemaligen Gemeinde Dhron |
| Ortswappen von Dhron |                                      |
| Wappenbegründung: Das Wappen von Dhron wurde ebenfalls 1951 genehmigt. Es zeigt im gespaltenen Schild vorn ein rotes Kreuz auf silbernem Grund und hinten einen silbernen schrägen Balken auf rotem Grund mit drei grün beblätterten, gold besamten Rosen. |                                      |

## Infrastruktur

### Öffentliche Einrichtungen
- St. Helena-Grundschule
- Realschule Plus Neumagen-Dhron
- Tourist-Information
- Stützpunktfeuerwehr

### Verkehr

#### Straßenverkehr
Neumagen-Dhron liegt direkt an der B 53, wird aber nicht von dieser durchzogen und ist deshalb im Inneren einigermaßen ruhig. Direkt am Ort führt die Moselbrücke Neumagen-Dhron die B 53 über die Mosel. Die A 1 ist in 15 Minuten zu erreichen, über diesen Weg auch die nächsten größeren Städte wie Trier, Wittlich oder Koblenz.

#### Schifffahrt
Neumagen-Dhron verfügt über einen eigenen Yachthafen und über einen Anleger sind Passagierschifffahrten zum Beispiel nach Bernkastel-Kues möglich.

#### Fahrräder
Von Trittenheim bzw. Trier her kommend führt der Moselradweg direkt an der Mosel entlang. Weiter kann man mit dem Rad an beiden Moselufern auf Radwegen Richtung Piesport und Bernkastel-Kues fahren.

#### Wandern
Seit 2014 führt der Moselsteig durch den Ort.

#### Flugplatz
Auf dem Dhroner Plateau, etwa 2 km südöstlich des Orts, befindet sich der vom Luftsportverein betriebene Flugplatz Neumagen-Dhron.

## Sehenswürdigkeiten

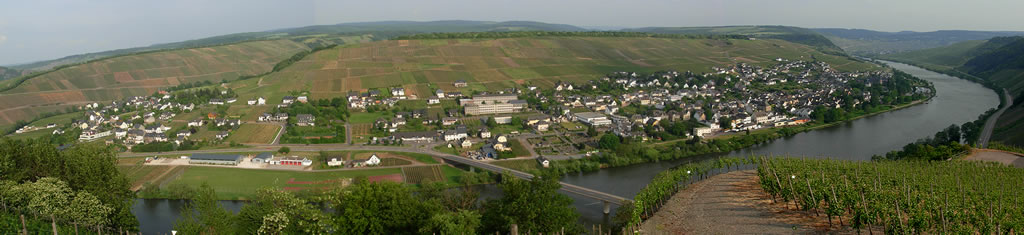
Blick auf Neumagen-Dhron

### Pfarrkirche St. Maria Himmelfahrt
Die katholische Pfarrkirche St. Maria Himmelfahrt von 1792/93 steht auf den Resten der ersten Kirche von 1190. Sie ist in Ortsmitte von Neumagen zu finden. Umgebaut und renoviert wurde sie 1964. Die Vorgängerkirche wurde vom Trierer Erzbischof Johann I. (1190–1212) konsekriert. In einer von Erzbischof Albero von Montreuil (1131–1152) unterzeichneten Urkunde wird bestätigt, dass Neumagen schon vor 1120 eine Pfarrei war. Die Burgkapelle der Oberen Burg (Helenenburg) soll nach Auffassung bekannter Historiker vor Errichtung der Kirche Pfarrkirche der Kirchgemeinde gewesen sein. Mittelpunkt der Burg gegenüber der Kirche war das heutige Rathaus. Der Fund eines römisch-christlichen Grabdenkmals, die Freilegung von Gebeinen und einer Grabreihe im Umkreis sind Zeichen eines Kirchhofs um das Gotteshaus, was auch belegt, dass sich die Frühkirche in unmittelbarer Nähe der heutigen Pfarrkirche befand. Alte Pfarrsiegel enthalten zudem die Bezeichnung Maria Himmelfahrt und den Schriftzug NOVIOMAGUM CONSTANTINUM. Bauherren der Kirche waren die Herren von Neumagen, die Besitzer der Oberen Burg und des Kastellgeländes. Die Kirche muss dreischiffig gewesen sein und hatte ein pfeilergestütztes Mittelgewölbe. 1700 wurde eine Uhr in den Kirchturm eingebaut. 1749 erlitt der Kirchturm durch Blitzeinschlag schwere Beschädigungen. Nach dem Neubau von 1791 wurde die Kirche 1793 eingeweiht. 1845 erhielt die Kirche eine neue Orgel. Alte Grabdenkmäler zur Erinnerung an den Vogt Heinrich von Hunolstein (* um 1435; † 1486) und an den Grafen Heinrich von Isenburg († 1553) stehen heute in der Peterskapelle. Die Kirche besitzt wertvolle Statuen und Reliquienschreine, die auch heute noch in der Kirche zu sehen sind. Zu den Schätzen der Kirche gehören zudem wertvolle Textilien (Paramente) und Altargeräte sowie zwei prunkvolle Messgewänder aus der Zeit um 1500 bis 1700 und eine Stola aus dem frühen 10. Jahrhundert (heute als Dauerleihgabe im Bischöflichen Museum in Trier). Letztlich soll noch die silberne Rokoko-Monstranz erwähnt werden.
(Koordinaten: Lage →)

### Leugenstein
Bei der Pfarrkirche St. Maria Himmelfahrt steht heute die Kopie eines Leugensteins, der ehemals an der römischen Fernstraße von Bingen nach Trier stand. Der unter Kaiser Caracalla im Jahre 212 n. Chr. errichtete Leugenstein gibt die Entfernung nach Trier mit 15 gallischen Leugen = 33,3 km an.

### Weitere Sehenswürdigkeiten
- Peterskapelle in der Ortsmitte, Erbauung um 1300
- Auf dem Archäologischen Rundweg werden regelmäßig Führungen angeboten.
- Im Kern des Ortsteils Neumagen befindet sich ein Abguss des römischen Weinschiffs direkt neben der alten Peterskapelle und dem Ausoniusgarten. Ein moderner Nachbau des Neumagener Weinschiffs (Stella Noviomagi) kann gechartert werden.
- Im ehemaligen Sayn-Wiggensteinschen Amtshaus befindet sich das Heimatmuseum mit Informationen zur Geschichte des Ortes.
- Im Ortsteil Dhron findet sich die neogotische Pfarrkirche Heilige Dreifaltigkeit (1909–10) sowie der nahegelegene Domfreihof.
- Weiter moselaufwärts befindet sich der neue Radweg, der direkt zur Weinlage Rosengärtchen mit dem Rosenbogen und der Märtyrerkapelle aus dem 16. Jahrhundert führt.
- Dreiärztekapelle von 1755 oberhalb des Ortes in den Weinbergen

## Kultur und Vereine
In Neumagen-Dhron gibt es einige Sportvereine. Der SV Neumagen-Dhron e. V. wurde 2014 durch die Fusion des SV Noviomagus Neumagen 1920 e. V. und des SV Dhron e. V. gegründet. Er spielt als Fußballverein im Rahmen einer Spielgemeinschaft zusammen mit dem SV Trittenheim. Des Weiteren bestehen ein Tennisverein, ein Schützenverein und ein Dartverein.

### Regelmäßige Veranstaltungen
- Traditionelles Ostereierschießen des Schützenvereines (April)
- Königs- und Prinzenschießen (April)
- Vatertagsfest der Freiwilligen Feuerwehr (Mai)
- Backfischfest des Anglervereins (Mai)
- Sommerfest der Freiwilligen Feuerwehr (August)
- Weinstraßenfest im Ortsteil Neumagen (September)
- Nikolaus-Dance der SG Neumagen-Dhron (Dezember)
- Weihnachtskonzert der Winzerkapelle Dhron (Dezember)

## Weinlagen
Neumagen-Dhron ist vom Weinbau geprägt und mit 247 Hektar bestockter Rebfläche nach Piesport, Zell, Leiwen und Konz größte Weinbaugemeinde der Mosel. Es wird traditionell überwiegend Riesling angebaut. Der Weinbau bildet außerdem die Grundlage für den Tourismus, welcher ebenfalls einen bedeutenden Wirtschaftszweig darstellt.
Bekannte Dhroner Weinlagen sind:
- Dhroner Hofberger,
- Dhroner Roterd,
- Piesporter Grafenberg (Überschneidung mit Nachbargemeinde Piesport) und
- Piesporter Goldtröpfchen (dto. Überschneidung).

Bekannte Neumagener Weinlagen sind:
- Dhroner Hofberger (Überschneidung mit Dhron),
- Neumagener Engelgrube,
- Neumagener Laudamusberg und
- Neumagener Rosengärtchen.

## Funde in Neumagen-Dhron
Bei Ausgrabungen und Neubauten in Neumagen-Dhron wurden in der Fundamentanlage des alten Kastells viele Denkmäler, welche zur Befestigung verwendet wurden, gefunden (sogenannte Neumagener Steindenkmäler). Die Originale befinden sich im Rheinischen Landesmuseum Trier. Die wichtigsten sind hier aufgelistet.
- Neumagener Weinschiff, dazugehörig möglicherweise eine Amphorenpyramide
- Römerweinschiff mit fröhlichem Steuermann
- Weinrebenrelief
- Weintransport
- Großer Mahlzeitgiebel
- Mundschenk
- Gastmahl und Trinkszene
- Gastmahlszene
- Pachtzahlung
- Grabdenkmal des Albinus Asper und seiner Ehefrau Secundia Restituta[16]
- Elternpaarpfeiler
- Schulrelief
- Negotiatorpfeiler

## Persönlichkeiten
- Ausonius (* um 310 im heutigen Bordeaux; † 393 oder 394), gallo-römischer Staatsbeamter und Dichter, verweilte auf seiner Reise von Bingen nach Trier in Neumagen, das er in seiner Reisebeschreibung Mosella lobend erwähnt.
- Nikolaus Hocker (* 1822 in Neumagen-Dhron; † 1900 in Köln), Diplomat, Redakteur, Autor und Lyriker
- Felix Hettner (* 1851 in Jena; † 1902 in Trier), Archäologe, der auch in Neumagen als Ausgräber tätig war.
- Josef Schregel (* 1865 in Jülich; † 1946 in Neumagen-Dhron), Heimatdichter
- Hans-Hermann Kocks (* 1945 in Hergensweiler), Jurist und Verbandsfunktionär, Träger des Weinförderpreises 2006
- Petra Feilen (* 1978 in Trier),  Schauspielerin, aufgewachsen in Dhron
- Juliane König, Mosel-Gebietsweinkönigin 1953/54 aus Dhron

## Bilder aus Neumagen und Umgebung

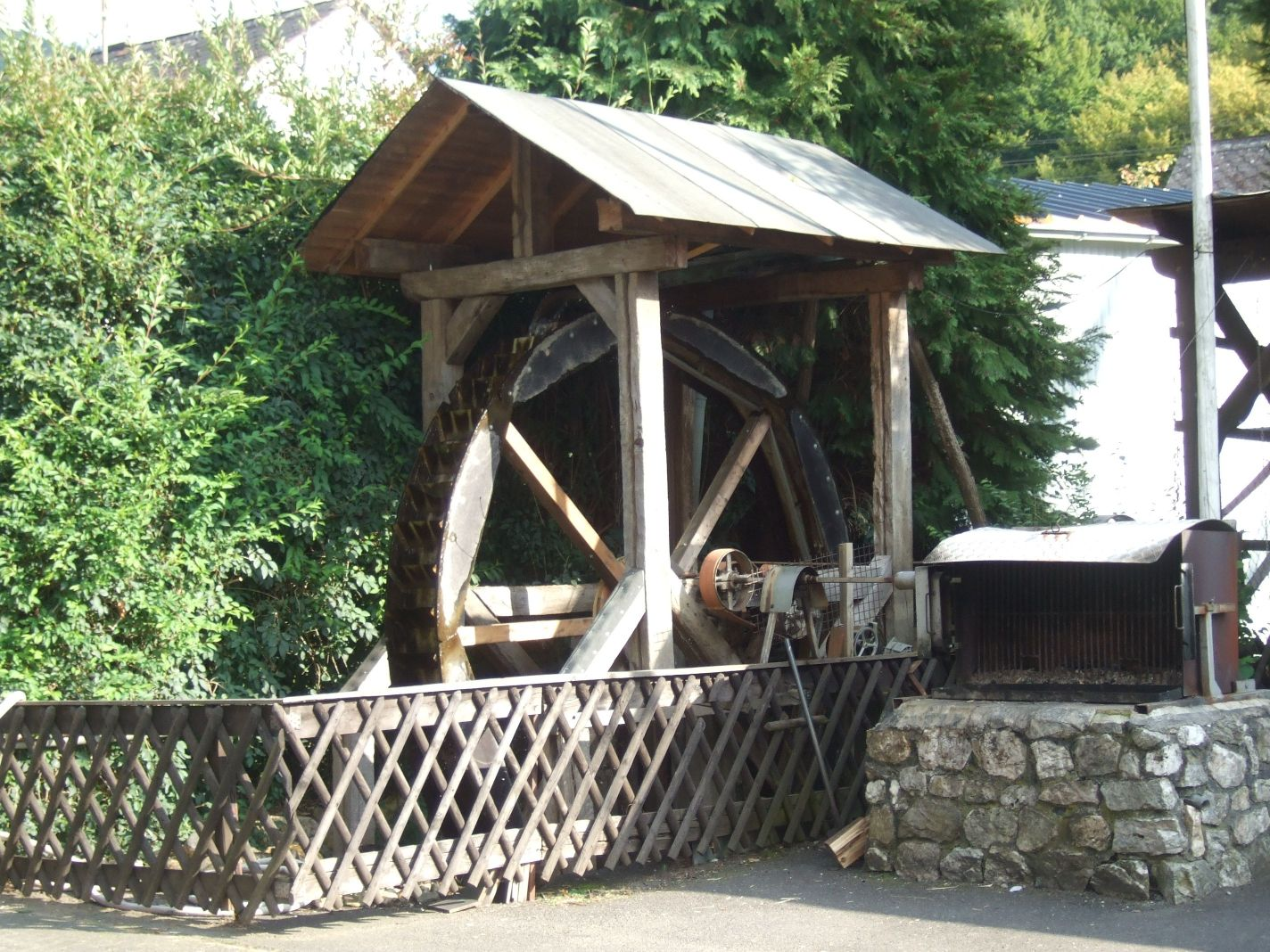
Papiermühle
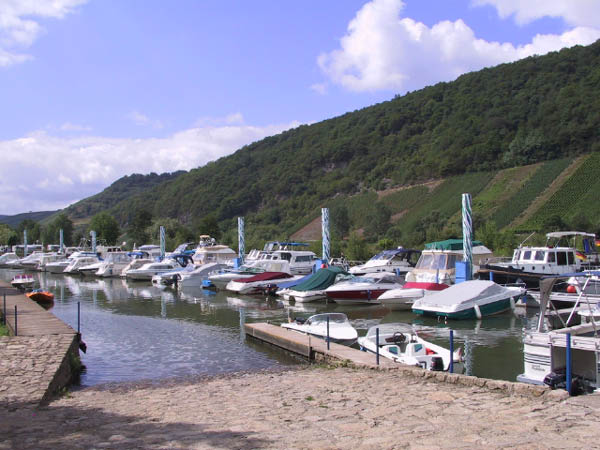
Der Hafen in Neumagen-Dhron
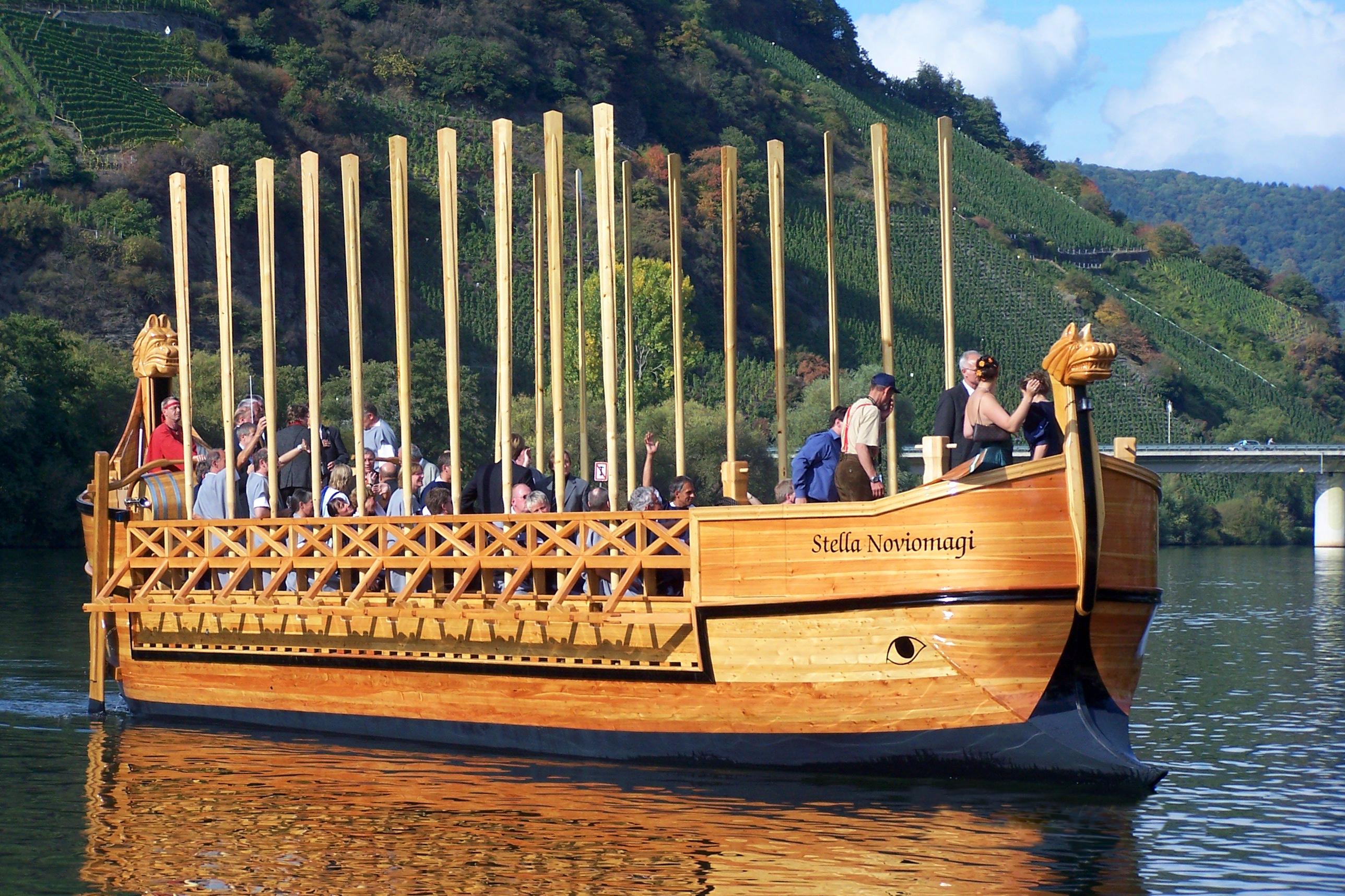
Stella Noviomagi kurz vor ihrem Einlaufen in den Hafen auf der Jungfernfahrt
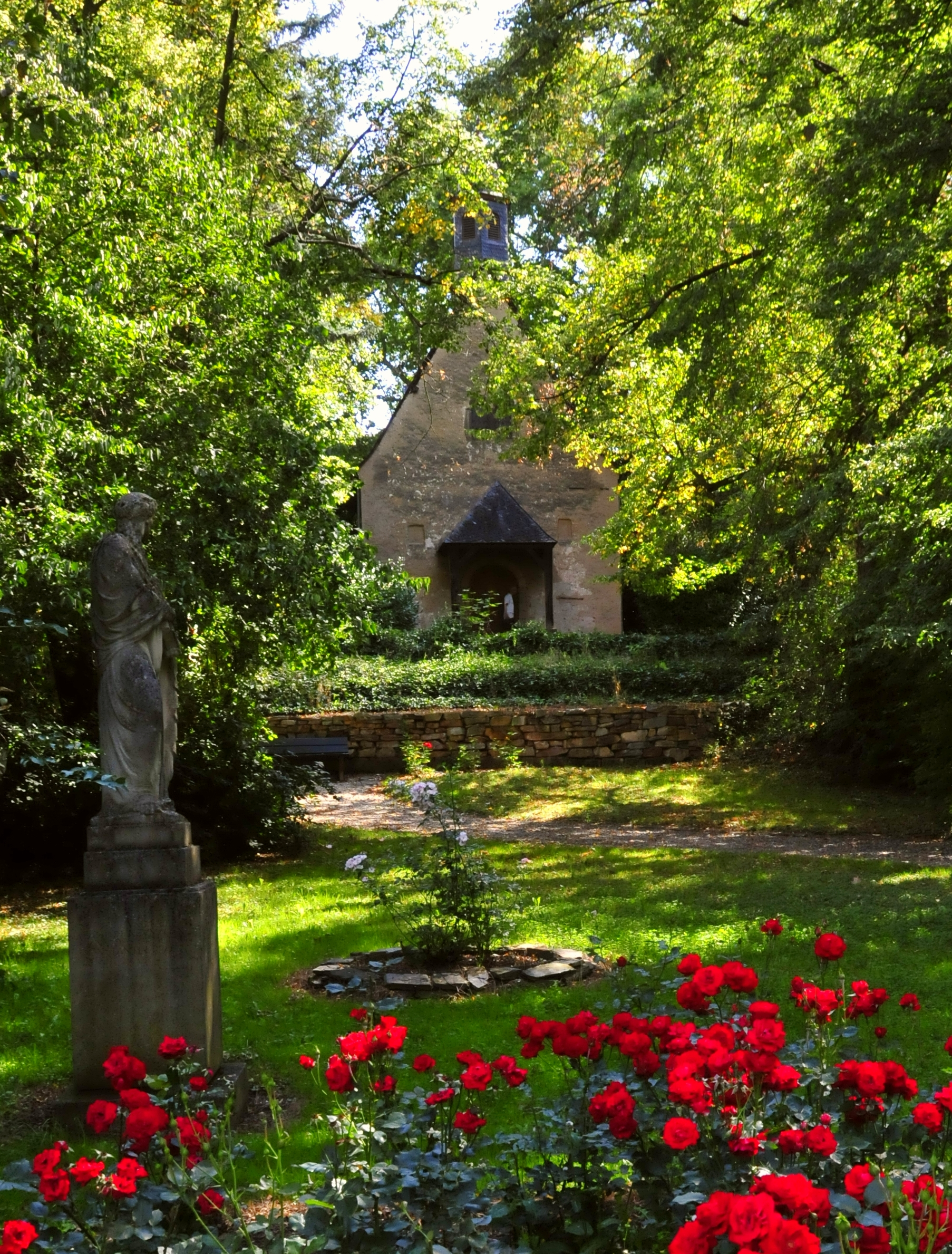
Peterskapelle
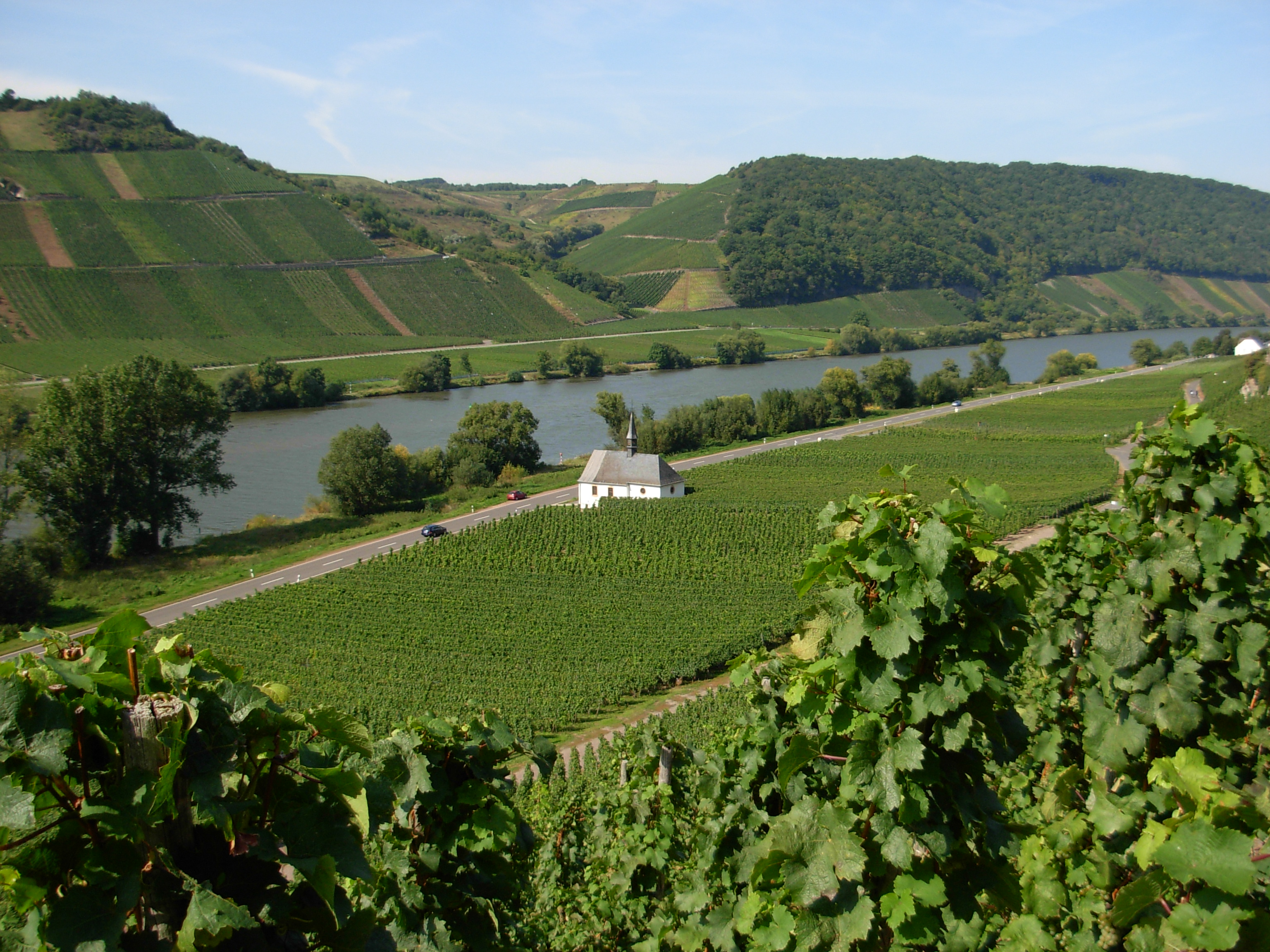
Die Märtyrerkapelle in der Weinlage Neumagener Rosengärtchen
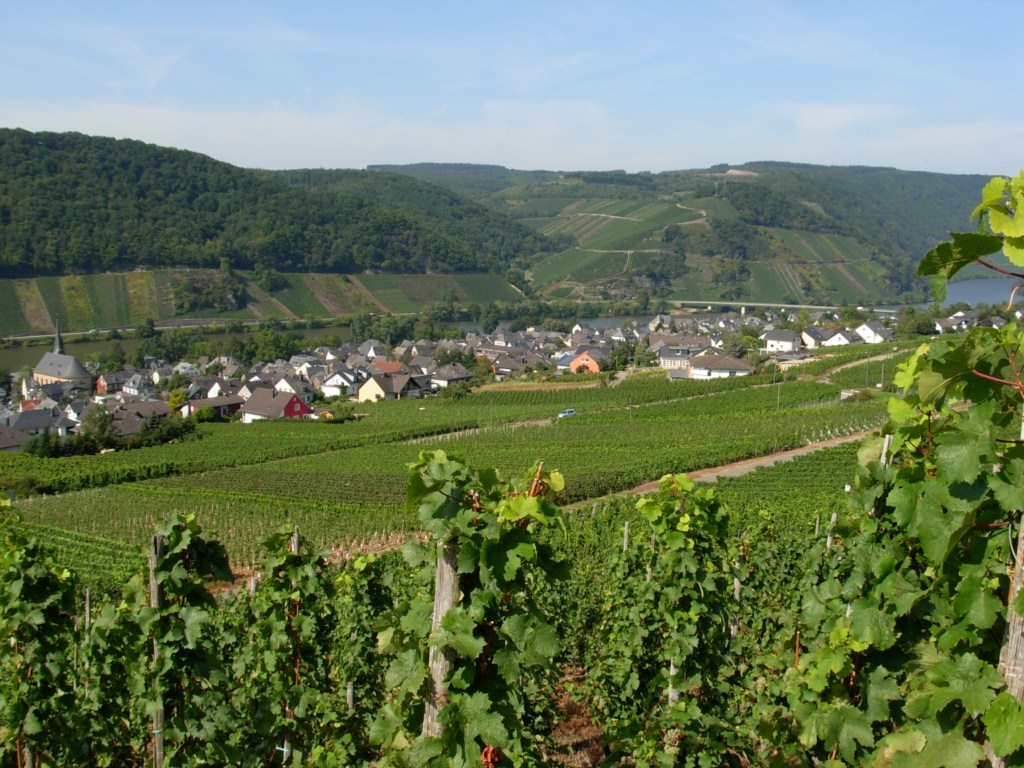
Ortsteil Neumagen in der Lage Neumagener Engelgrube
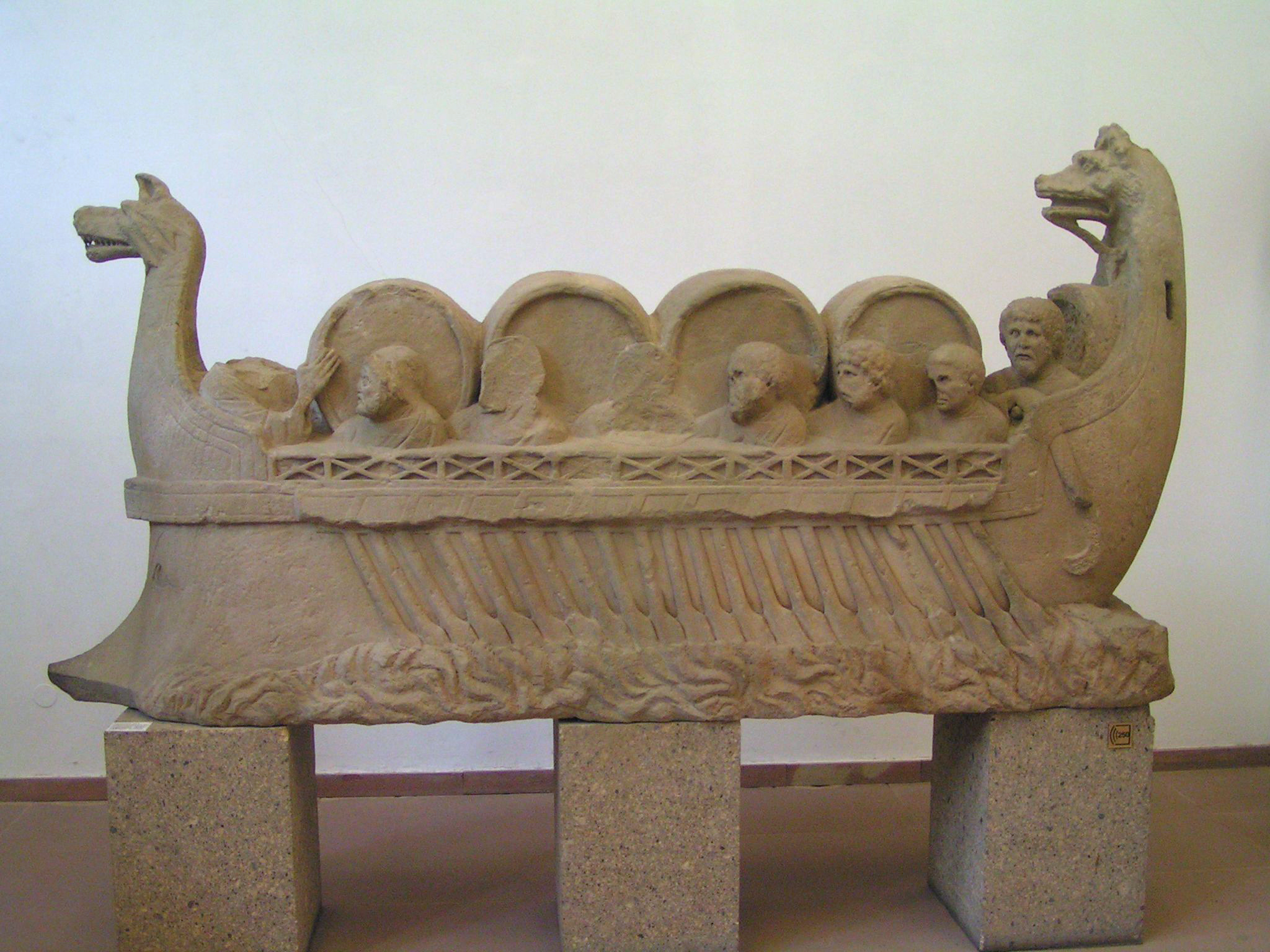
Das Original des Neumagener Weinschiffs
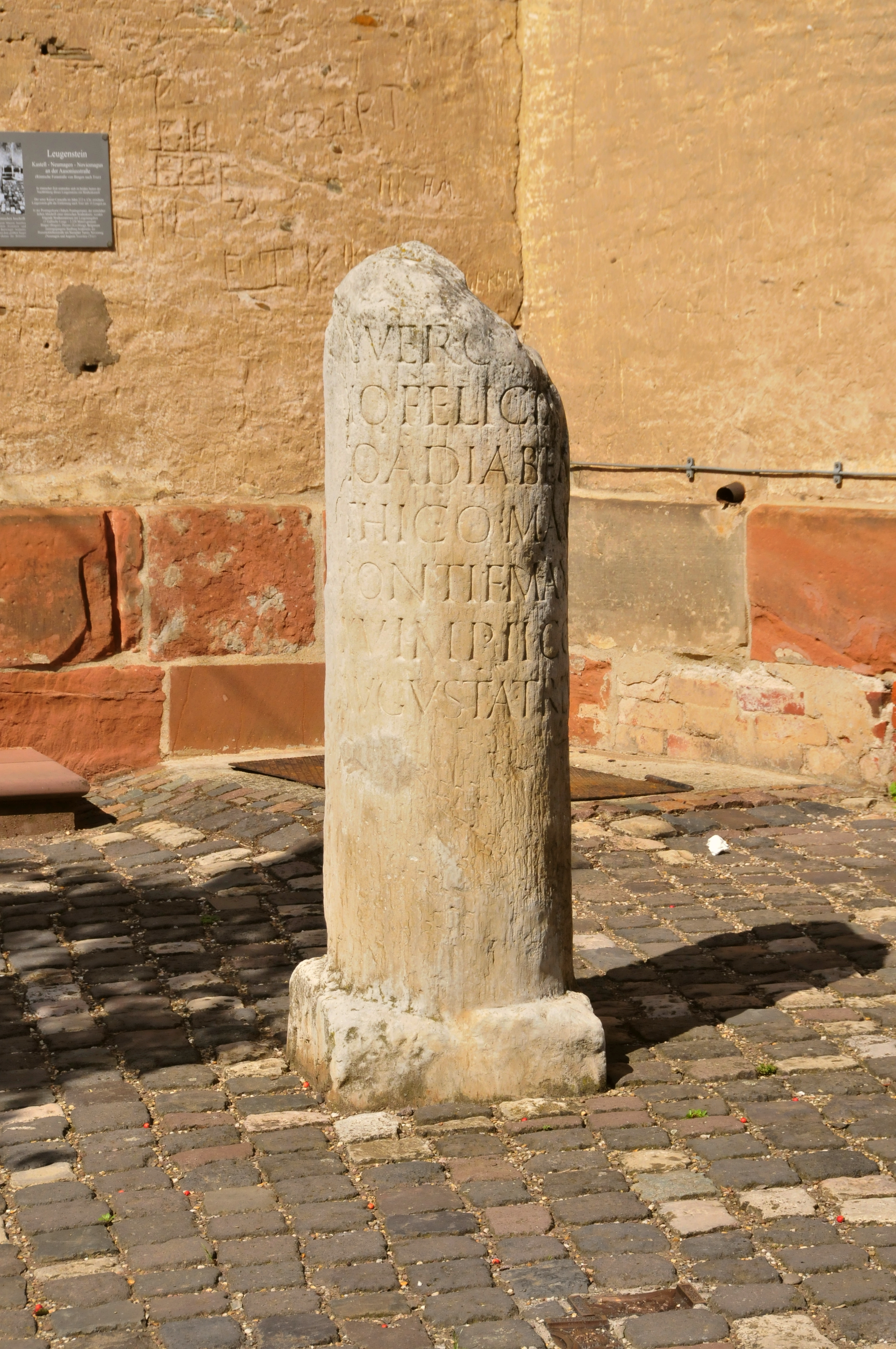
Nachbildung des Leugensteins
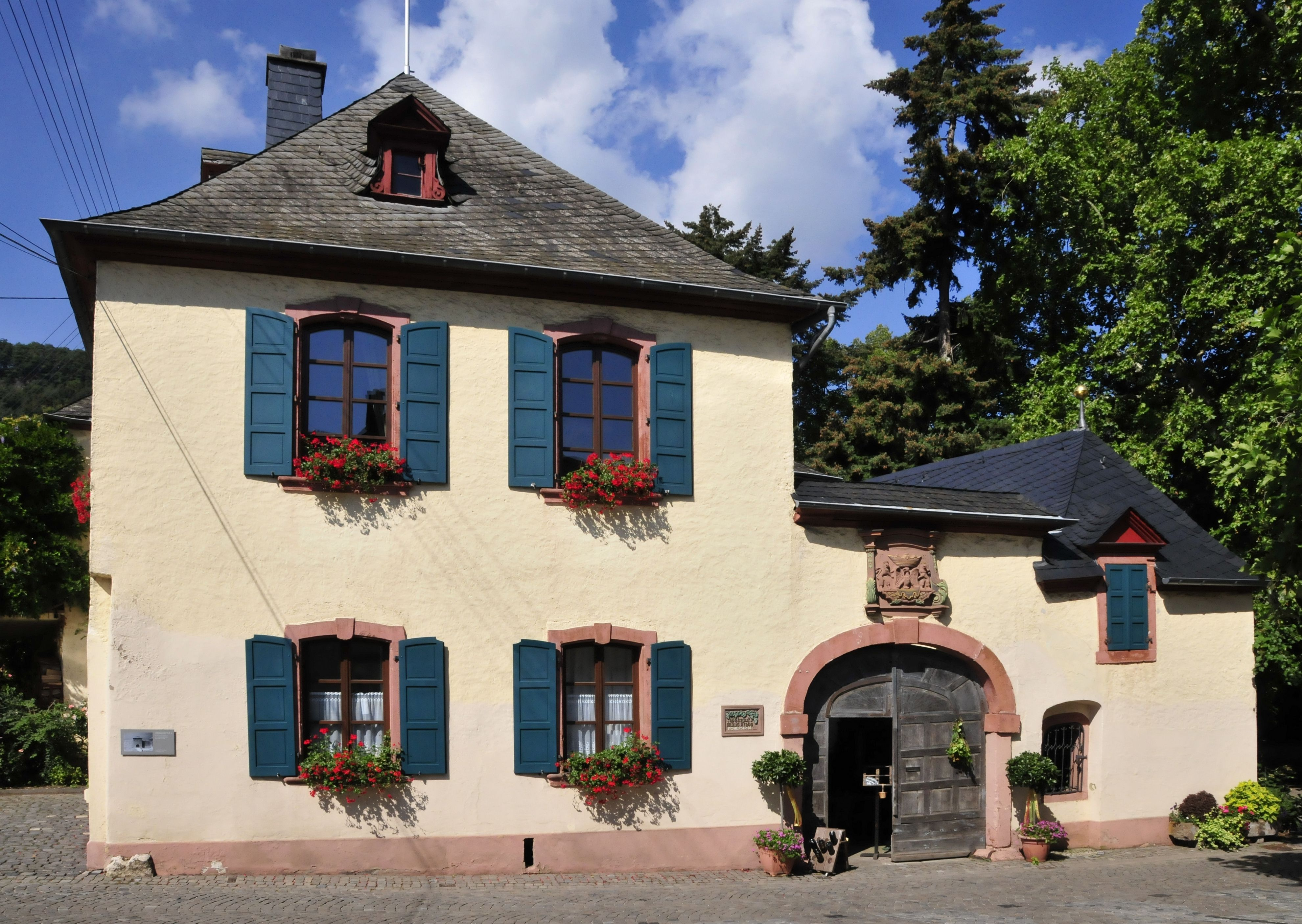
Haus an der Stelle des früheren römischen nördlichen Tors
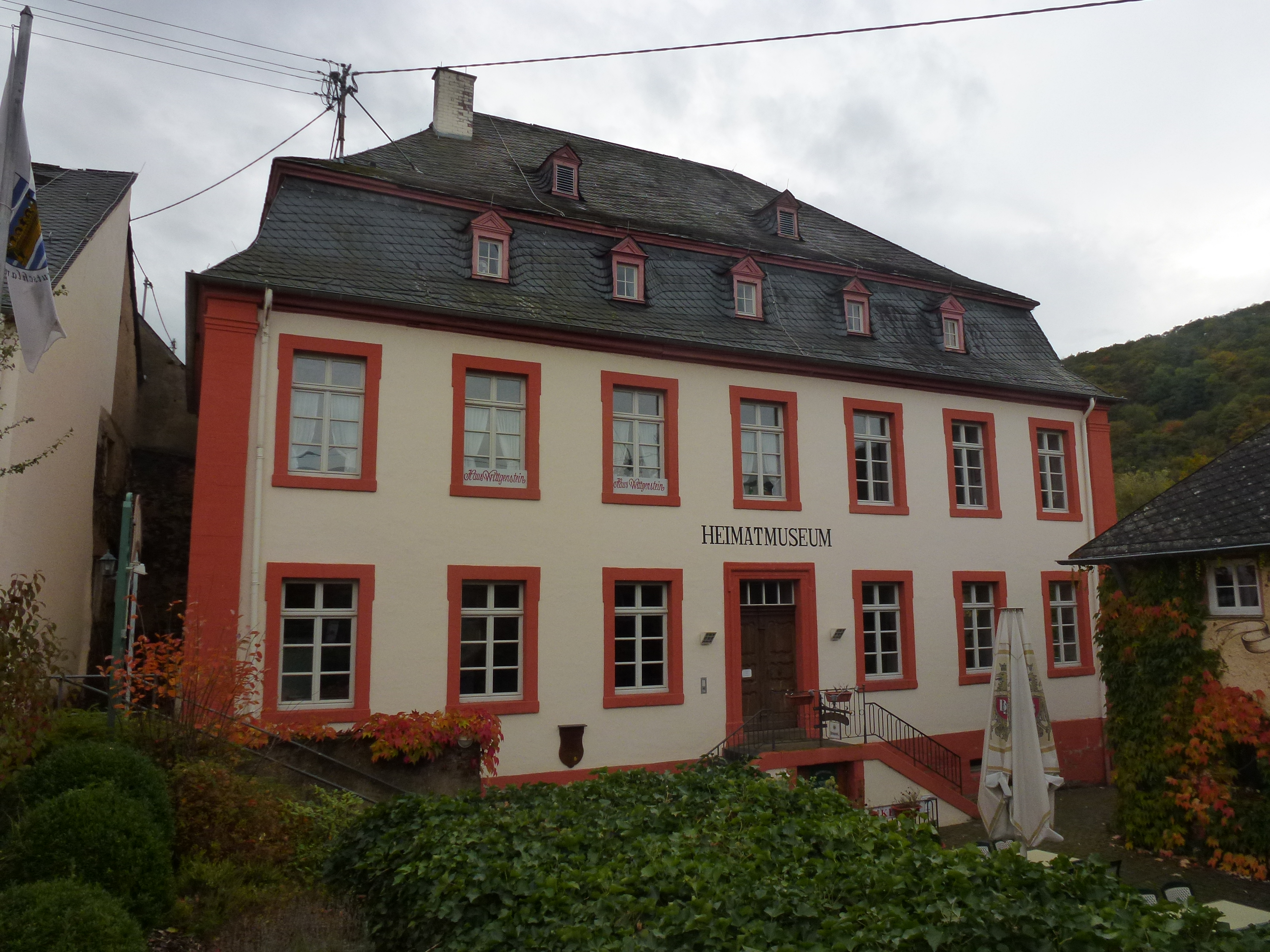
Früheres Heimatmuseum Neumagen-Dhron, jetzt Hotel und Restaurant